# Passarel·la Gaudí
La Pasarel·la Gaudí és la pasarel·la de moda més important dels Països Catalans. Nasqué a la dècada de 1980 a Barcelona i és de caràcter anual.
El 2006 es va dividir en dues esdeveniments i va canviar el seu nom pels de Passarel·la Gaudí Núvies (que és una part de Barcelona Bridal Fashion Week) i Barcelona Fashion Week.